# Reusch
Reusch es una compañía italiana de artículos deportivos de fútbol —principalmente guantes de portero— y deportes de invierno. Fue fundada en 1934 por Karl Reusch.

## Historia
En 1934, Karl Reusch fabricó su primer par de guantes en el ático de su casa. Los dos primeros pares se cosieron a mano de forma manual. Sus guantes fueron desarrollados y mejorados a lo largo del tiempo.[cita requerida]

Antiguo logotipo de Reusch durante los años 1990.

Gebhard Reusch se une a la compañía y Reusch entra en la industria con una colección de guantes especialmente diseñados para deportes de invierno y se inicia la expansión de actividades en el mercado. 
Un año más tarde en una estrecha cooperación con el portero leyenda alemán Sepp Maier, Gebhard Reusch desarrolla el guante de portero. En 1984, en el 50 aniversario de Reusch, es un de los líderes mundiales del mercado en el segmento de guantes deportivos. [cita requerida]
La búsqueda de nuevos segmentos de mercado lleva a la marca a presentar en 1989 su ropa de esquí primero, y tres años más tarde, la colección deportiva de equipo. A principios de 2000, Reusch expande su portafolio de productos con cascos y gafas.[cita requerida]
Junto a la sede de la compañía en Reutlingen, Alemania, Reusch tiene otro lugar de residencia en Bolzano, Tirol del Sur desde junio de 2009[cita requerida]. Cada año la marca saca al mercado una colección de fútbol (guantes de portero, ropa, protecciones, balones y accesorios) y una colección de invierno (Racing, esquí, esquí nórdico, de ocio) disponible en las tiendas de todo el mundo.